# Fujifilm X-Pro1
Fujifilm X-Pro2
Le Fujifilm X-Pro1 est un appareil photographique hybride Fujifilm.
En 2012, la série X PREMIUM (en) de Fujifilm est complétée par un appareil à objectif interchangeable à visée hybride (viseur optique ou électronique), le X-Pro1, doté d'un capteur de conception inédite (capteur X-Trans CMOS au format APS-C bénéficiant d'une matrice de filtres colorés dont l'agencement différent de celui d'une matrice de Bayer permet de se dispenser d'un filtre antialiasing), bénéficie dans un premier temps d'un objectif Fujinon de 18 mm (équivalent 27 mm en format 35 mm), d'un 35 mm (équivalent 53 mm) et d'un 60 mm (équivalent 90 mm).
Fujifilm a reçu pour ce boîtier le prix TIPA (Technical Image Press Association) du meilleur appareil photo numérique compact professionnel en 2012.